# 郭广生
郭广生（1963年—），男，河南林州人，博士、教授、博士生导师。曾任北京工业大学校长、中共北京市委副秘书长、北京市科学技术研究院院长、中央民族大学校长。

## 生平
1979年9月考入山东大学化学系电化学专业学习，先后获得理学学士、理学硕士及工学博士学位。
1995年，在香港中文大学研修高等教育管理。
2002年12月，任北京化工大学副校长。2007年2月，任北京市教育委员会副主任。
2010年5月任北京工业大学校长。
2015年1月，任中共北京市委副秘书长。
2017年4月，任北京市科学技术研究院院长，北京市科学技术委员会副主任（兼）。
2017年9月，北京市纪委通报，2013年至2015年4月，郭广生参与或同意北工大党委办公室、校长办公室在工大建国饭店超标准接待；2014年以来，在未收到公函情况下违规接待35次。此外，经郭广生主持召开校长办公会议决定采用虚构会议方式，支付校两办在建国饭店欠款。受到党内严重警告处分。 
2019年12月，任北京市第十五届人民代表大会教育科技文化卫生委员会副主任委员。
2020年8月，任中央民族大学校长、党委副书记。
2024年7月，不再担任中央民族大学校长、党委副书记。

## 社会兼职
- 教育部科技委管理学部副主任
- 教育部学科发展与专业设置专家委员会委员
- 教育部高等学校教育技术与方法专业教学指导委员会副主任